# Karl von Lyncker
Karl Ludwig Gustav von Lyncker (* 11. September 1849 in Darmstadt; † 26. Dezember 1923 ebenda) war ein preußischer Generalmajor.

## Leben
Karl von Lyncker entstammte dem hessischen Adelsgeschlecht Lyncker und war ein Sohn des Generals Ludwig von Lyncker und dessen Ehefrau Kathinka von Marquard (1825–1917).
Er kam – wie sein Vater – in die Hessen-kasselsche Armee, wo er am 29. Juli 1866 zum Seconde-Lieutenant im Feldartillerie-Regiment Nr. 25 ernannt wurde.
Nach der Annexion des Landes Hessen durch Preußen im Jahre 1866 wurden die Truppenteile der kurhessischen Armee in die Preußische Armee integriert. So kam Lyncker 1874 als Premier-Lieutenant in das 1. Garde-Feldartillerie-Regiment in Berlin. 1895 zum Oberstleutenant befördert, wurde er am 18. Oktober 1897 als Oberst Kommandeur des Feldartillerie-Regiments Nr. 19. Er blieb dies bis 1. Oktober 1899 und wurde Kommandant der Feste Boyen.
Er schied als Generalmajor aus dem Dienst.

### Familie
Am 14. April 1885 heiratete er Auguste Wilhelmine Wenck (1853–1944). Aus der Ehe sind die Kinder Paula (* 1887) und Ludwig Friedrich (* 1891) hervorgegangen.